# 유인우
유인우(柳仁雨, ? ∼1364년 고려(高麗)후기(後氣)의 무신(武臣)이다. 공민왕때 동북면병마사로서 쌍성총관부의 천호로 있던 이자춘과 그의 아들 이성계의 내응을 받아 쌍성총관부를 수복하였다. 최유(崔濡)와 함께 덕흥군(德興君) 왕혜(王譓)를 옹립하려다가 의주에서 최영과 이성계 등이 거느리는 군사들의 저지를 받았으며, 이때 죽임을 당했다.

## 참고 문헌
- 고려사(高麗史)
- 고려사절요(高麗史節要)